# Frédéric Passy

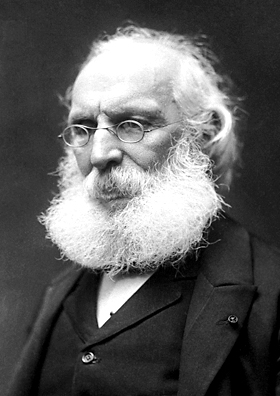
Frédéric Passy

Frédéric Passy (* 20. Mai 1822 in Paris; † 12. Juni 1912 in Neuilly-sur-Seine) war ein französischer Parlamentarier und Humanist. Als „Apostel des Friedens“ wurde er 1901 zusammen mit Henry Dunant mit dem ersten Friedensnobelpreis ausgezeichnet. Gemeinsam mit William Randal Cremer gründete Passy 1889 die Interparlamentarische Union.

## Beruf
Nach dem Studium der Rechtswissenschaften trat Frédéric Passy mit 22 Jahren in den Staatsdienst ein. Er verließ diese Arbeitsstelle aber bereits nach drei Jahren und widmete sich dem Studium der Wirtschaftswissenschaft und dem Journalismus. Nach dem Studium bekam er eine Stelle als Lehrkraft an der Universität von Montpellier, wo er von 1860 bis 1861 das zweibändige Werk Leçons d’économie politique schrieb.
1877 wurde Passy die Mitgliedschaft zur Académie des sciences morales et politiques verliehen.

## Politiker
Am 21. Mai 1867 gründete er die Ligue internationale et permanente de la paix, die später in die Société d’arbitrage entre les Nations umbenannt wurde. Er wollte mit dieser Friedensliga Druck auf die französische Regierung ausüben, damit diese die Luxemburgkrise ohne Blutvergießen löse.
Dieser Einsatz für den Frieden machte ihn populär, er wurde 1881 als Abgeordneter in die französische Nationalversammlung gewählt, in der er bis 1889 blieb.
Als Abgeordneter setzte er sich für die Verbesserung der Arbeitsverhältnisse der Industriearbeiter ein. Er kämpfte gegen den Kolonialismus und forderte die Einsetzung eines Internationalen Schiedsgerichtes für Konfliktlösungen.

## Apostel des Friedens

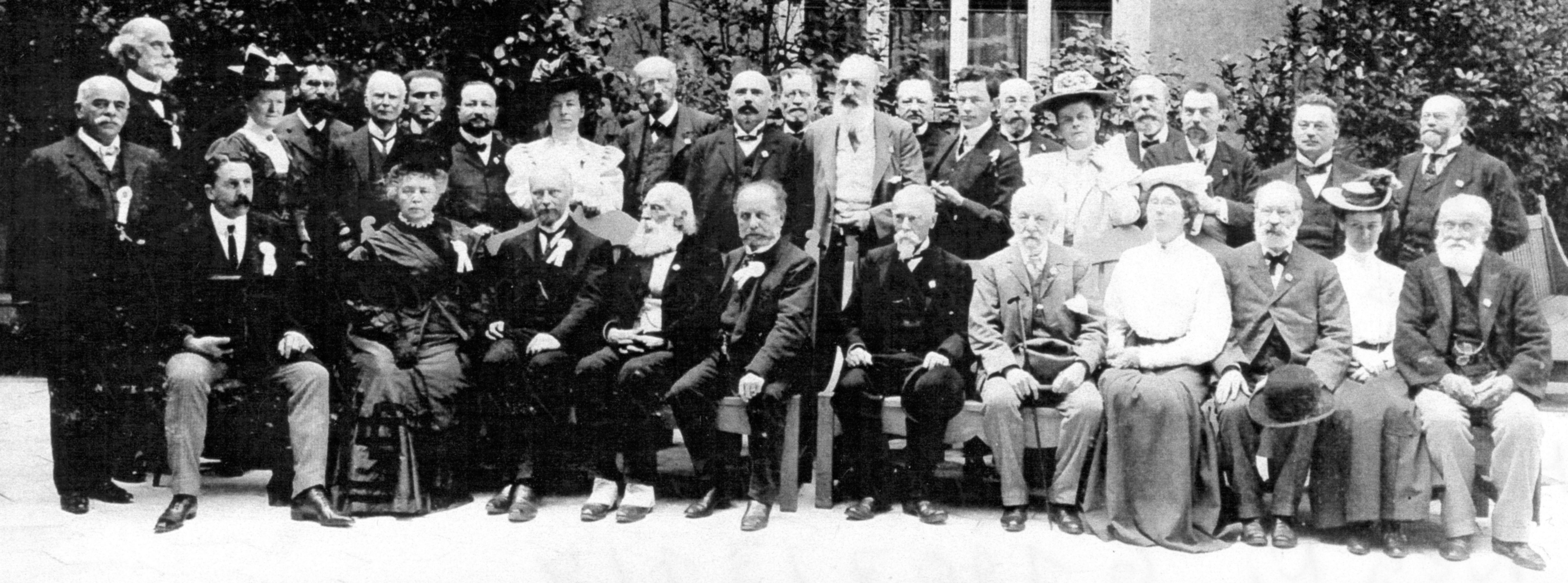
Weltfriedenskongress 1907 in München: Frédéric Passy (sitzende Reihe, Vierter von links), links daneben Ludwig Quidde, links daneben Bertha von Suttner

1888 trafen sich in Paris 9 britische und 24 französische Parlamentarier unter der Leitung von Passy und Sir William Randal Cremer zur Gründung einer „Interparlamentarischen Schiedsgerichtsvereinigung“. Die Ziele dieser Vereinigung waren die Förderung des Friedens und die friedliche Beilegung von Konflikten. Zusammen mit William Randal Cremer gründete Passy 1889 die Interparlamentarische Union.
Frédéric Passys Leistung und Einsatz als Gründer und Präsident der Société française pour l’arbitrage entre nations wurde am 10. Dezember 1901 mit dem ersten Friedensnobelpreis ausgezeichnet.
Sein halbes Leben setzte sich Frédéric Passy für den Frieden ein und wurde als „Apostel des Friedens“ weltbekannt. Passy schrieb bis ins hohe Alter lebhaft und unermüdlich, 1909 als 87-Jähriger schrieb er sein Lebenswerk Pour la paix.

## Werke (Auswahl)
- De la propriété intéllectuelle. Études. Guillaumin, Paris 1859 (zusammen mit Victor Modeste und P. Paillote)
- La démocratie et l’instruction. Guillaumin, Paris 1864.
- L’histoire du travail. Leçons faites aux soirées littéraires de la Sorbonne. Bellaire, Paris 1873.
- Leçons d’économie politique. Faites à Montpellier. Gras, Montpellier 1861 (hrsg. von Émile Bertin und Paul Glaize)
- Les machines et leur influence sur le développement de l’humanité. Hachette, Paris 1866.
- Mélange économique. Guillaumin, Paris 1857.
- Le principe de la population. Malthus et sa doctrine. Paris 1868.
- Pour la paix. Charpentier, Paris 1909.
- Sophismes et truismes. Giard & Brière, Paris 1910.